# Damernas turnering i volleyboll vid panarabiska spelen 2011
Damernas turnering i volleyboll vid arabiska spelen 2011 spelades 12 till 21 december 2011 i Doha, Qatar. Det var femte gången som spelen hade en turnering i volleyboll för damer. Fem lag från länder som ingår i arabiska nationella olympiska kommittéernas union deltog i turneringen som hade formen av ett gruppspel. Egypten vann för tredje gången i rad.

## Deltagande lag
| Lag                   | Deltog senast |
| --------------------- | ------------- |
| Algeriet              | Amman 1999    |
| Egypten               | Amman 1999    |
| Förenade arabemiraten |               |
| Kuwait                |               |
| Qatar                 |               |

## Matcher[2]
| Datum    | Mellan                           | Resultat | Set   | Set   | Set   | Set   | Set | Poäng totalt | Speltid | Åskådare |
| Datum    | Mellan                           | Resultat | 1     | 2     | 3     | 4     | 5   | Poäng totalt | Speltid | Åskådare |
| -------- | -------------------------------- | -------- | ----- | ----- | ----- | ----- | --- | ------------ | ------- | -------- |
| 12-12-11 | Förenade arabemiraten - Kuwait   | 3 - 0    | 25:9  | 25:4  | 25:8  |       |     | 75 - 21      | 1:00    | -        |
| 12-12-11 | Egypten - Qatar                  | 3 - 0    | 25:7  | 25:10 | 25:10 |       |     | 75 - 27      | 1:03    | -        |
| 14-12-11 | Förenade arabemiraten - Egypten  | 0 - 3    | 18:25 | 3:25  | 14:25 |       |     | 35 - 75      | 1:11    | -        |
| 14-12-11 | Algeriet - Qatar                 | 3 - 0    | 25:7  | 25:4  | 25:5  |       |     | 75 - 16      | 0:55    | -        |
| 16-12-11 | Förenade arabemiraten - Algeriet | 0 - 3    | 8:25  | 14:25 | 11:25 |       |     | 33 - 75      | 1:05    | -        |
| 16-12-11 | Egypten - Kuwait                 | 3 - 0    | 25:7  | 25:7  | 25:11 |       |     | 75 - 25      | 0:55    | -        |
| 18-12-11 | Kuwait - Algeriet                | 0 - 3    | 9:25  | 11:25 | 5:25  |       |     | 25 - 75      | 0:50    | -        |
| 18-12-11 | Qatar - Förenade arabemiraten    | 0 - 3    | 18:20 | 10:25 | 8:25  |       |     | 36 - 75      | 1:05    | -        |
| 21-12-11 | Qatar - Kuwait                   | 1 - 3    | 25:23 | 21:25 | 21:25 | 21:25 |     | 88 - 98      | 1:50    | -        |
| 21-12-11 | Algeriet - Egypten               | 1 - 3    | 25:22 | 23:25 | 19:25 | 20:25 |     | 87 - 98      | 2:00    | -        |

## Sluttabell
| Pos | Landslag              | Poäng | Matcher | Matcher | Matcher   | Set   | Set       | Kvot   | Poäng | Poäng     | Kvot  |
| Pos | Landslag              | Poäng | Spelade | Vunna   | Förlorade | Vunna | Förlorade | Kvot   | Vunna | Förlorade | Kvot  |
| --- | --------------------- | ----- | ------- | ------- | --------- | ----- | --------- | ------ | ----- | --------- | ----- |
| 1   | Egypten               | 12    | 4       | 4       | 0         | 12    | 1         | 12.000 | 322   | 174       | 1.851 |
| 2   | Algeriet              | 9     | 4       | 3       | 1         | 10    | 3         | 3.333  | 312   | 171       | 1.825 |
| 3   | Förenade arabemiraten | 6     | 4       | 2       | 2         | 6     | 6         | 1.000  | 218   | 207       | 1.053 |
| 4   | Kuwait                | 3     | 4       | 1       | 3         | 3     | 10        | 0.300  | 169   | 313       | 0.540 |
| 5   | Qatar                 | 0     | 4       | 0       | 4         | 1     | 12        | 0.083  | 167   | 323       | 0.517 |

## Slutplaceringar
| Sluttabell | Lag                   |
| ---------- | --------------------- |
|            | Egypten               |
|            | Algeriet              |
|            | Förenade arabemiraten |
| 4          | Kuwait                |
| 5          | Qatar                 |